# Maria de Luna
Maria de Luna, född 1358, död 1406, var drottning av Aragonien, gift 1373 med Martin I av Aragonien. 
Hon var politiskt aktiv, anses vara en av Aragoniens mest notabla drottningar och fick tillnamnet "Den stora". Hon var regent 1396–1397.    

## Biografi

### Tidigt liv
Maria var dotter till greve Lope av Luna och Brianda de Got. 
Hon förlovades med kungens yngre son prins Martin vid åtta års ålder och växte upp vid hovet som fosterdotter åt sin blivande svärmor. Vigseln ägde rum 1373. Hennes makes bror Johan blev monark 1387. 

### Drottning och regent
År 1396 avled kung Johan barnlös och hans bror Martin, Marias make, blev därmed monark. Martin var utomlands då han blev monark, och Maria blev i ett slag drottning och ställföreträdande regent tillsammans med änkedrottning Violanta och greven av Foix tills Martin återvände 1397.   
Maria ansågs vara överlägsen maken som politiker. Hon stödde fattiga ekonomiskt, skötte skattepolitiken, välkomnade judiska och muslimska flyktingar, motarbetade striderna mellan de adliga klanerna – även sin egen familj – och brevväxlade med påven för vilken hon föreslog bannlysning av lagar och sedvänjor hon såg som orätta. Hon beskrevs som klok, barmhärtig och rättvis, religiös utan att vara en fanatiker, intresserad av musik och litteratur och ointresserad av lyx och pompa.